# María Jesús Gallego Cidoncha
María Jesús Gallego Cidoncha (1953 - 3 de octubre de 2018) fue una botánica y profesora española reconocida por su labor en el campo de la biología vegetal y su dedicación académica en el Departamento de Biología Vegetal y Ecología, en la Facultad de Farmacia de la Universidad de Sevilla.

## Trayectoria
María Jesús Gallego Cidoncha dedicó gran parte de su carrera a la investigación y docencia en botánica en la Universidad de Sevilla, enfocándose en estudios de flora ibérica y vascular. Su labor fue esencial en la elaboración de estudios botánicos y en la conservación de especies vegetales en Andalucía y en otras regiones de España.

## Algunas publicaciones
- s. Talavera Lozano, m. Arista Palmero, m.p. Fernández Piedra, m.j. Gallego Cidoncha, c.m. Romero Zarco, et al. (eds.) (2012). Flora iberica XI. Gentianaceae-Solanaceae. Madrid, España: Dto. de Publicaciones, C.S.I.C. ISBN 978-84-00-09415-7.

- m.j. Gallego Cidoncha, c.m. Romero Zarco, a. Herrero (eds.) (2010). Flora iberica XVII. Butomaceae-Juncaceae. ISBN 978-84-00-09112-5.

- m. Arista Palmero, r. Berjano Pérez, m.j. Gallego Cidoncha, c.m. Romero Zarco, m.á. Ortiz Herrera, et al. (2005). Lista Roja de la Flora Vascular de Andalucía. Sevilla, España: Consejería de Medio Ambiente. ISBN 84-96329-62-3.

- b. Valdés Castrillón, s. Talavera Lozano, j.a. Devesa Alcaraz, m.j. Gallego Cidoncha, j.e. Pastor Díaz, et al. (1982). Herbarium Universitatis Hispalensis Flora Selecta. Centuria I. Universidad de Sevilla.

- La abreviatura «Gallego» se emplea para indicar a María Jesús Gallego Cidoncha como autoridad en la descripción y clasificación científica de los vegetales.[2]